# Học thuyết di truyền nhiễm sắc thể

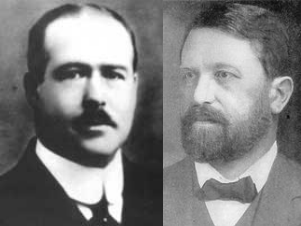
Hình 1: W. Sutton (trái) và T. Boveri (phải) cùng sáng lập thuyết di truyền nhiễm sắc thể.

Học thuyết di truyền nhiễm sắc thể là lí thuyết Sinh học cho rằng nhiễm sắc thể của mỗi sinh vật mang các gen quy định những tính trạng của sinh vật đó., ,  Nói cách khác, theo học thuyết này thì nhiễm sắc thể là vật liệu mang thông tin di truyền chính của sinh vật. Học thuyết còn gọi bằng thuật ngữ có ghép tên của hai tác giả sáng lập lí thuyết này là W. Sutton và T. Boveri là "học thuyết nhiễm sắc thể Bô-vê-ri Săt-tơn" (Boveri–Sutton chromosome theory), tuy nhiên, người cũng có vai trò quyết định vào học thuyết là T. Morgan.
Luận điểm cơ bản của học thuyết này là: nhiễm sắc thể mang các gen (hồi đó gọi là nhân tố di truyền Menđen), các gen phân bố dọc theo chiều dài của nhiễm sắc thể, mà trên đó mỗi gen chiếm một vị trí nhất định gọi là lô-cut; các gen của thế hệ trước được chuyển cho thế hệ sau nhờ cơ chế phân li và tổ hợp các nhiễm sắc thể trong phân bào và thụ tinh., , 

## Lịch sử
- Vào những năm 1900, sau khi các quy luật Mendel được phát hiện lại và được khẳng định rằng các kết luận của ông là hoàn toàn đúng, trong đó có tiên đoán sự tồn tại của gen, mà hồi ấy Mendel (vốn là người Áo nói tiếng Đức) gọi là elemente[8] (đã được William Bateson dịch sang tiếng Anh là elements, nghĩa Việt là phần tử hay nhân tố), thì vấn đề đặt ra cho các nhà khoa học thời đó là: "nhân tố đó ở đâu trong cơ thể sinh vật?".
- Vào năm 1902, nhà Sinh học người Đức là Theodor Boveri qua các nghiên cứu của mình, đã công bố kết luận: bộ nhiễm sắc thể của sinh vật mang các "nhân tố" di truyền này (xem chi tiết ở trang Theodor Boveri).
- Cũng vào khoảng thời gian đó, tuy muộn hơn một chút (năm 1903), ở bên kia bờ đại dương có bác sĩ người Hoa Kỳ là Walter Sutton công bố các kết quả nghiên cứu của mình cũng dẫn đến kết luận: nhiễm sắc thể mang các "nhân tố" Mendel giả định, mà Sutton gọi là đơn vị di truyền (genetic unit) và hành vi (behavior) của nhiễm sắc thể mang các đơn vị di truyền đó trong quá trình phân bào và thụ tinh là cơ sở của định luật Mendel (xem chi tiết ở trang Walter Sutton).
- Như vậy, Theodor Boveri và Walter Sutton dù không hề có liên hệ với nhau, độc lập với nhau và cùng công bố các khám phá giống nhau trong cùng khoảng thời gian, đều dẫn đến kết luận giống nhau: nhiễm sắc thể chứa các đơn vị di truyền mà Mendel gọi là elemente và hoạt động của chúng trong quá trình phân bào và thụ tinh là cơ chế truyền vật chất di truyền cho đời sau. Do đó, các công trình khoa học của hai ông đã xây dựng nền tảng cho một lí thuyết Sinh học hoàn toàn mới vào thời đó, mà ít lâu sau được gọi là học thuyết Sutton-Boveri (the Sutton–Boveri theory), trong đó mỗi ông đều là người sáng lập.[9], [10]
- Trước đó, vào năm 1885, nhà sinh học Đức August Weismann đã công bố "Keimplasmatheorie" (phát âm quốc tế: [ˈkaɪ̯mplasmateoˌʀiː]) nghĩa là Lý thuyết dòng mầm. Theo lí thuyết này thì sự di truyền tính trạng của một sinh vật đa bào (bố/mẹ) chỉ diễn ra qua loại tế bào mà ông gọi là "Keimzellen" – (tiếng Anh: germ plasm, tiếng Việt: tế bào mầm – hiện nay gọi là giao tử). Còn các tế bào khác (tế bào xôma) không có cái "chất mầm" này tham gia vào quá trình di truyền trong sinh sản hữu tính.[cần dẫn nguồn], [11] Từ đó, ông cũng đã giả định rằng phần tử (elemente) di truyền mà Mendel tiên đoán nằm ở nhiễm sắc thể của các tế bào mầm.[12] Suy diễn nói trên của ông - một nhà Sinh học nổi tiếng thế giới thời đó - đã ủng hộ quan điểm Sutton-Boveri.[13]
- Năm 1909, nhà di truyền học Đan Mạch là Wilhelm Johannsen đề xuất một khái niệm rất quan trọng: gen, mà ông lấy từ tiếng Hy Lạp là genes. Nhờ đó, cùng với các kết quả nghiên cứu của một số nhà khoa học khác như của Edouard van Beneden, của Eleanor Carothers v.v, mà các quan điểm khoa học nói trên được củng cố.
- Tuy nhiên, vào những năm 1902-1914, trong giới khoa học đương thời ở Anh, Mĩ và Đức cùng một số nước khác, thì học thuyết Sutton-Boveri vẫn chỉ là giả thuyết mà thôi, thậm chí một số nhà khoa học không đồng tình. Đặc biệt là năm 1909, Carl Correns công bố kết quả thí nghiệm của ông trên loài thực vật Mirabilis jalapa, tóm tắt như sau:

- Lai thuận: "bố" có lá trắng lai với "mẹ" lá màu xanh thì sinh con lá xanh (giống mẹ).

- Lai nghịch: "bố" lá xanh lai với "mẹ" lá trắng thì sinh con lá trắng (vẫn giống mẹ).

Nghĩa là kết quả lai chẳng có trội với lặn gì cả, mà ở cả hai trường hợp lai thuận và lai nghịch thì cây con đều mang kiểu hình của "mẹ", không thấy vai trò di truyền của "bố" ở đâu! (Xem chi tiết ở trang: di truyền ngoài nhiễm sắc thể). Khám phá này dẫn đến rào cản lớn cho sự công nhận hoàn toàn học thuyết Sutton-Boveri: Nếu gen nằm ở nhiễm sắc thể, thì tại sao lai thuận lại khác lai nghịch như thế, trong khi hợp tử ở cả hai trường hợp lai đều có bộ nhiễm sắc thể hệt như nhau? Kết quả lại rối tung ! Liệu "trận đấu" có thể phải bắt đầu lại ... từ đầu ?
- Đến năm 1915, các thành tựu nghiên cứu của Eleanor Carothers và đặc biệt là của Thomas Hunt Morgan chấm dứt hoàn toàn các cuộc tranh luận. Morgan chứng minh rằng gen là có thật và "ánh xạ" từ vị trí xác định trên nhiễm sắc thể gọi là locus (lô-cut gen). Mặc dù ở thời đó, khoa học vẫn chưa biết bản chất của gen là gì, nhưng từ thời điểm này, học thuyết Sutton-Boveri trở nên hoàn thiện, được công nhận trên thế giới, thường được gọi là học thuyết di truyền nhiễm sắc thể (chromosomal Theory of Inheritance).[14] Morgan nhận giải Nobel 1933 (trao năm 1934).[15]
- Tóm lại, ta có thể xem học thuyết di truyền nhiễm sắc thể hình thành trong khoảng 1902, 1903-1915 do đóng góp chính của Sutton, Boveri và Morgan.[15], [16]

## Nội dung và sự phát triển

### Nội dung tóm tắt
Rõ ràng là Boveri, Sutton và Morgan không bao giờ họp với nhau và ra một "tuyên bố chung" rằng học thuyết di truyền nhiễm sắc thể phải có nội dung như thế nào thì mới đúng và đủ. Tuy nhiên, ta vẫn có thể tóm tắt nội dung cơ bản của học thuyết này như sau., , 
1. Gen là nhân tố di truyền mà Mendel tiên đoán. Gen định vị ở nhiễm sắc thể.
2. Chính nhiễm sắc thể là bào quan mang gen, nghĩa là quá trình di truyền được thực hiện qua nhiễm sắc thể.
3. Dọc theo chiều dài của mỗi nhiễm sắc thể có nhiều gen, mỗi gen chiếm một vị trí xác định gọi là lô-cut gen (xem hình 2).
4. Gen quy định tính trạng nào có lô-cut ở nhiễm sắc thể sẽ dẫn đến kết quả là: tính trạng do gen đó quy định chỉ truyền cho con nhận nhiễm sắc thể đó, gây ra hiện tượng di truyền qua nhiễm sắc thể, cũng gọi là di truyền qua nhân.
5. Quá trình phân bào và thụ tinh, trong đó các nhiễm sắc thể phân li và tổ hợp tạo thành hợp tử là cơ chế hiện tượng di truyền nhiễm sắc thể.

Nhờ học thuyết này, các quy luật mà Mendel công bố từ năm 1865-1866 trở nên hoàn toàn sáng tỏ. Trong hình 3, cây đậu Hà Lan "của Mendel" có cặp nhiễm sắc thể tương đồng mang gen A và a sẽ tạo ra hai loại giao tử: A và a. Khi cây Aa tự thụ phấn sẽ có sự kết hợp giữa hai loại giao tử này của bố (cây cho phấn) với cũng hai loại giao tử này nhưng của mẹ (cây cho noãn). Ở bố hay mẹ, mỗi loại giao tử cùng chiếm 50% (tức 1/2), do đó sự kết hợp ngẫu nhiên giữa chúng trong thụ tinh sẽ tuân theo biểu thức:

♂(1A + 1a) × ♀(1A + 1a) = 1AA + 2Aa + 1aa, mà kiểu hình là 3 trội: 1 lặn
Vậy là hoàn toàn phù hợp với kết luận của Mendel – vốn là một giáo viên Toán – đã mô tả cách đó hơn 40 năm bằng biểu thức rất khó hiểu vào thời đó:

Aa × Aa → A + 2Aa + a.
Ngày nay, cách mô tả của Mendel được thay bằng cách diễn đạt dễ hiểu hơn như sơ đồ hình 3 này và bằng bảng Punnett.

### Phát triển và mở rộng
- Khi Morgan hoàn thiện học thuyết này, thì đồng thời ông cũng đã phát triển nó. Trong 49 cuốn sách của Morgan, có thể kể tác phẩm The Theory of the Gene (Học thuyết về gen)[18] và The Genetics Of Drosophila (Di truyền học ruồi giấm)[19] đã phát triển và mở rộng học thuyết này.

- Theo ông, các gen trên cùng một nhiễm sắc thể sẽ cùng truyền cho đời sau, gây ra hiện tượng di truyền liên kết, theo quy luật mà hiện chúng ta thường gọi là liên kết gen hay gen liên kết.

- Những gen có lô-cut xa nhau và có trao đổi chéo thì các alen của chúng đổi chỗ chéo nhau, gây hiện tượng liên kết không hoàn toàn hay gen hoán vị.

- Khoảng cách giữa các lô-cut nhất định trên nhiễm sắc thể có thể xác định được qua tần số trao đổi chéo, mà học trò của Morgan là Alfred Sturtevant (1891 - 1970) là người đầu tiên trên thế giới đã lập được bản đồ gen (hình 4).
- Trong trường hợp gen không ở trên nhiễm sắc thể (trong nhân), mà lại định vị ở ngoài nhân như các gen ở tế bào chất nằm trong ti thể, lục lạp thì các gen này di truyền ngoài nhân hay di truyền ngoài nhiễm sắc thể.
- Barbara McClintock trong các công trình của bà, ngoài phát hiện ra nhân tố kiểm soát (controlling elements), còn phát hiện ra một loại cấu trúc mà bà gọi là "Transposable Elements" (viết tắt là TE, nghĩa Việt: phần tử di động).[20] TE phát hiện ra vào thời chưa có mô hình DNA của Francis Crick và James D. Watson, nên mãi sau khi mô hình này được công bố, người ta mới đánh giá hết tầm quan trọng của phát hiện này. Có lẽ bởi đi trước thời đại như thế, nên bà chỉ nhận được giải Nobel riêng cho mình 40 năm sau phát hiện, lúc bà đã 81 tuổi. Một số nhà khoa học đã gọi TE là gen nhảy, nghĩa là gen có thể thay đổi lô-cut vốn có chứ không cố định.

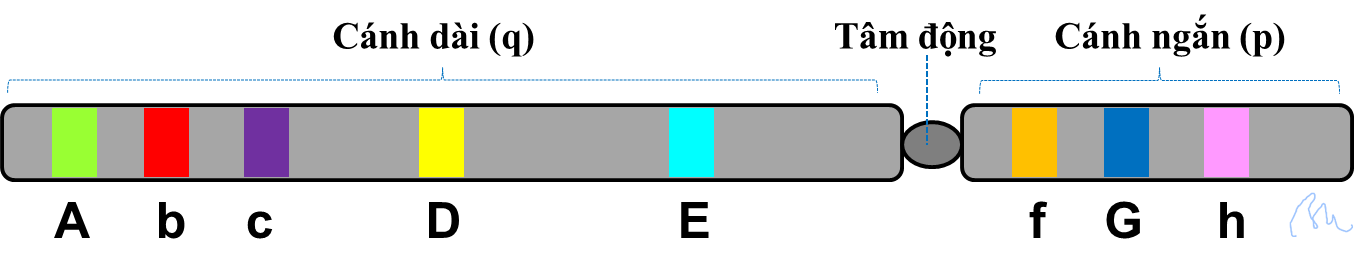
Hình 2: Các gen A, b, c, D... phân bố dọc theo chiều dài NST, mỗi gen chiếm một lô-cut.
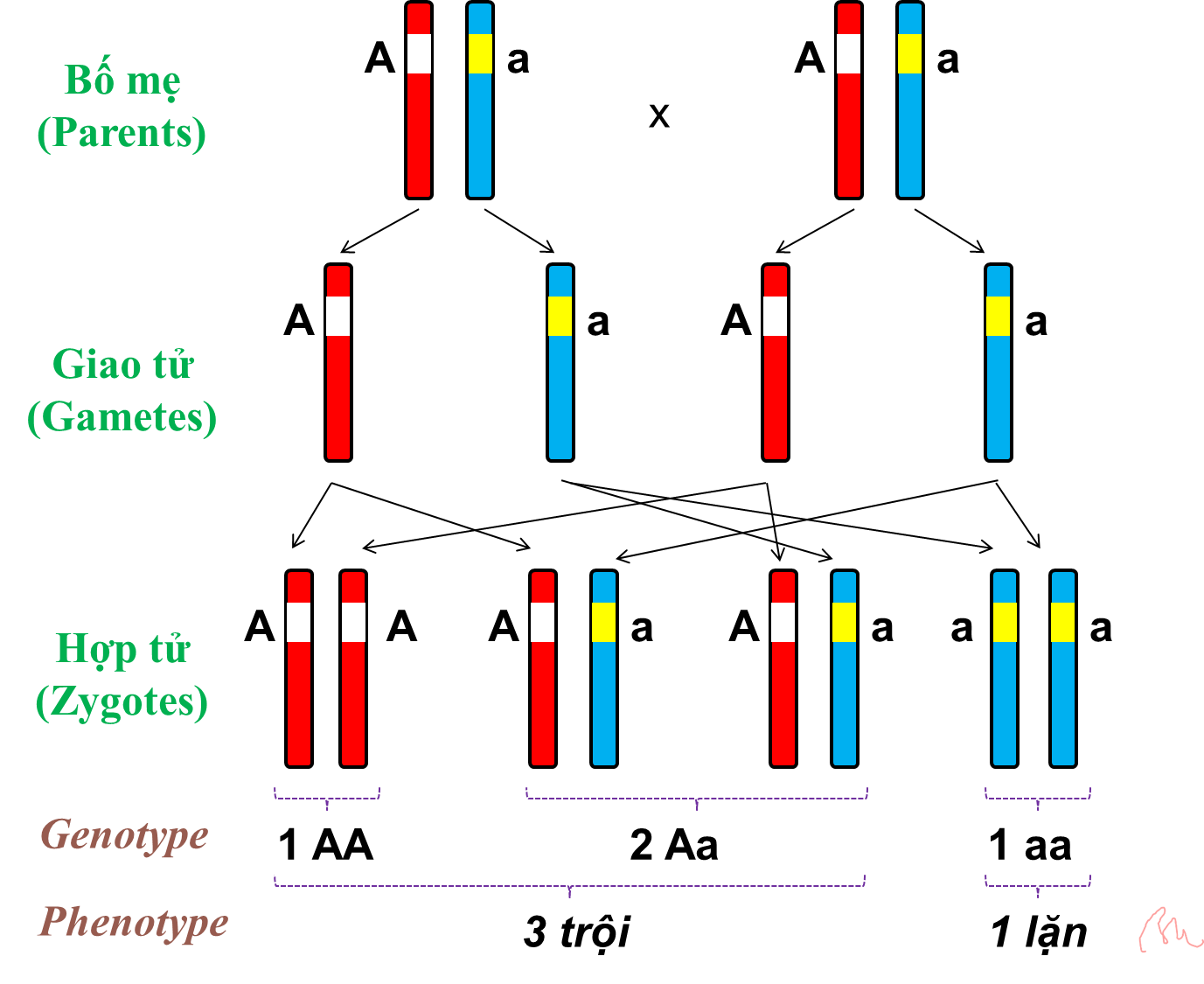
Hình 3: Cơ chế phân li và tổ hợp NST mang cặp alen A và a.
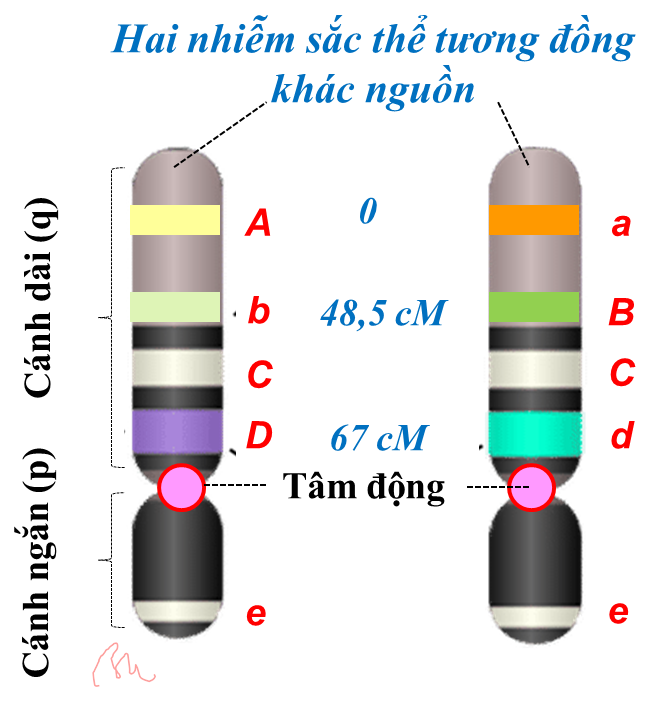
Hình 4: Một số lô-cut trên NST số 2 của Drosophila melanogaster.

Trong sơ đồ ở các hình trên, mỗi nhiễm sắc thể được biểu diễn dưới dạng một cái que - như tất cả các sơ đồ thời đó. Bạn đọc nên nhớ là cách đây hơn 110 năm thì các nhà nghiên cứu chỉ có trong tay thiết bị "uy lực" nhất là kính hiển vi quang học thôi, mà nhờ nó người ta thường chỉ nhìn thấy nhiễm sắc thể có dạng que dài. Điều này có nghĩa là hiểu biết về nhiễm sắc thể còn bị hạn chế nhiều so với hiện nay, nhưng cũng nói lên khó khăn và cả tài năng mà các nhà nghiên cứu nói trên đã có để đưa kiến thức khoa học mà họ phát hiện ra đến thế hệ sau.

## Vai trò
- Học thuyết di truyền nhiễm sắc thể đóng vai trò rất quan trọng trong lịch sử phát triển của Di truyền học. Nhờ học thuyết này, các quy luật Mendel không những được khẳng định thêm, được đặt trên nền tảng khoa học vững chắc, mà còn được soi sáng bằng lí thuyết tế bào học. Ngoài ra, học thuyết này còn được ứng dụng trong chọn giống.
- Các kiến thức cơ bản của học thuyết này đã được phổ biến rộng rãi, giảng dạy ở nhiều trường học trên toàn thế giới, giúp con người có quan điểm đúng đắn về những hiện tượng di truyền. Các sơ đồ và hình vẽ có dạng như ở những hình nói trên rất quen thuộc với học sinh. Nếu dân số thế giới là 10 tỉ người, trong đó có 1/10 "cắp sách" đến trường để dạy và học, thì hàng năm có ngót 1 tỉ người đề cập đến học thuyết này trong quá trình giảng dạy và học tập.